# Alejandro García Hernández
Alejandro García Hernández est un boxeur mexicain né le 18 juillet 1979 à Tijuana.

## Carrière
Passé professionnel en 2000, il devient champion d'Amérique du Nord NABO des super-welters en 2001 puis remporte le titre vacant de champion du monde WBA de la catégorie le 13 août 2005 après sa victoire aux points face à Luca Messi. García perd sa ceinture dès le combat suivant contre José Antonio Rivera le 6 mai 2006 et met un terme à sa carrière en 2009 sur un bilan est de 26 victoires, 5 défaites et 1 match nul.